# La Dame aux camélias (téléfilm, 1984)
Pour les articles homonymes, voir La Dame aux camélias (homonymie) et Camille.
Pour plus de détails, voir Fiche technique et Distribution.
La Dame aux camélias (Camille) est un téléfilm mélodramatique et historique américano-britannique réalisé par Desmond Davis et diffusé en 1984.
Il s'agit d'une adaptation du roman éponyme d'Alexandre Dumas (fils) publié en 1848.

## Synopsis
Marguerite Gauthier est une courtisane dans le Paris du XIXe siècle et fréquente des aristocrates et des hommes riches. Elle tombe éperdument amoureuse d'un bourgeois, Armand Duval, et les deux amants partent vivre à la campagne. Le père d'Armand supplie Marguerite de ne pas ruiner les espoirs de carrière et de position de son fils, elle acquiesce et quitte son amant, lui laissant croire qu'elle reprend son ancien mode de vie. Armand retourne vivre avec son père. Quelque temps plus tard, Armand revient à Paris et Marguerite le voit avec une autre femme. Elle lui déclare son amour et ils couchent ensemble. Le matin, Armand l'insulte en lui envoyant de l'argent, puis part travailler en Égypte. Plus tard, Armand apprend que Marguerite est mourante et retourne à Paris. Marguerite est trop malade pour le reconnaître avant de s'éteindre. Le souvenir de Marguerite ne s'estompe pas avec le temps. Dans la scène finale, Armand, devenu un vieil homme, dépose des fleurs sur la tombe de Marguerite.

## Fiche technique
- Titre français : La Dame aux camélias[1]
- Titre original espagnol : Dulcinea ou La amada imaginaria[2]
- Titre italien : Dulcinea - Incantesimo d'amore
- Réalisateur : Vicente Escrivá
- Scénario : Blanche Hanalis d'après le roman éponyme d'Alexandre Dumas (fils) publié en 1848.
- Photographie : Jean Tournier
- Montage : Alan Pattillo
- Musique : Allyn Ferguson
- Production : Norman Rosemont
- Sociétés de production : Hallmark Hall of Fame Productions, Rosemont Productions
- Pays de production :  Royaume-Uni -  États-Unis
- Langues originales : anglais
- Format : couleurs - 1,33:1 - Son mono - 35 mm
- Durée : 100 minutes
- Genre : mélodrame historique
- Dates de sortie :
  - États-Unis : 11 décembre 1984
  - France : 10 février 2012 (sortie vidéo)

## Distribution
- Greta Scacchi : Marguerite Gautier
- Colin Firth : Armand Duval
- John Gielgud : Duc de Charles
- Billie Whitelaw : Prudence Duvorney
- Patrick Ryecart : Gaston
- Ben Kingsley : Duval
- Denholm Elliott : comte de Nolly
- Rachel Kempson : Hortense
- Ronald Pickup : Jean
- Julie Dawn Cole : Julie
- Natalie Ogle : Blanche
- Richard Beale : paysan
- Kathy Staff : Flower Lady
- Maurice Teynac : Joseph
- William Morgan Sheppard : Captain
- Shelagh McLeod : Nicole